# 森喜朗
森喜朗（日语：／ Mori Yoshirō ?，1937年7月14日—），日本政治人物，曾任日本眾議院議員、文部大臣（第105任）、通商產業大臣（第56任）、建設大臣（第62任）、第85、86任内阁总理大臣（首相）。歷任日本自由民主黨黨職，包括自由民主黨政務調查會長、自由民主黨幹事長、自由民主黨總務會長、自由民主黨總裁（第19代）等。
同時也是日本自民党黨内森派领袖，2000年接任因腦溢血而不能履行首相職務的小淵惠三，任內言行被部分人士視為失言，加上政策受到部分民众反对，最後提前下台，之後由小泉純一郎接任。2014年至2021年担任第32届奥林匹克运动会组织委员会（东京奥组委）会长。

## 家庭背景
祖父森喜平，1917年被推舉為根上村村長。1934年，日本實行施行統一町制規劃，就任為根上町町長，對提升町民的生活水準向上有很大的貢獻。再說，其影響力對於石川縣縣政保持長遠的影響力。1969年2月22日死去，享年94歲，超過4000人參與其葬禮，當時的石川縣知事中西陽一也在列中。
父親森茂喜出身地方仕紳，喜歡打橄欖球，在早稻田大學就讀時和台灣出身的天才橄欖球選手柯子彰結為好友；森茂喜過世時，柯子彰曾遠赴森家故鄉金澤弔唁。:289柯子彰過世後，森喜朗也特地來台，親自到柯家慰問。:289森茂喜在戰爭時期出任大日本帝國陸軍中佐，曾參與中日戰爭，在吉林四平受過傷，子彈一直在身體內沒取出來。森喜朗曾對臺灣駐日代表羅福全表示，這顆子彈一直留在森茂喜的脊椎，生前交代火化後取出來，果然其父所言不假，真有這顆子彈。引起羅福全開玩笑對森喜朗說，你不要跟中國說這個故事，以免中國主張那顆子彈是他們的，不是要你歸還就是要你花錢買。:289戰後，森茂喜曾任兩屆根上町議会議員、第8-16代根上町町長。

## 生平

### 出生
- 1937年7月14日：生於石川縣能美郡根上町（現在的能美市），為森茂喜之長子。

### 求學
- 1956年3月：於石川縣立金澤二水高等學校畢業。
- 1959年4月：於自由民主黨學生部入黨。
- 1960年3月：在早稻田大學第二商學部（夜間部，社會科學部的前身）畢業 。

### 經歷
- 1960年4月：任日本工業新聞記者。

### 投入政壇早期
- 1963年4月：為衆議院議員今松治郎（日语：今松治郎）秘書。
- 1969年12月：在第32回衆議院選舉以無黨派人士出戰，當選。
- 1975年12月：就任三木武夫內閣的總理府總務副長官。
- 1977年11月：就任福田赳夫改造內閣的内閣官房副長官
- 1978年12月：就任自由民主黨黨政調文教部會長。
- 1981年12月：就任衆議院大藏委員長
- 1983年12月：就任第二次中曾根內閣文部大臣
- 1987年11月：就任自由民主黨全國組織委員長
- 1991年1月：就任衆議院議院運營委員長
- 1991年10月：就任自由民主黨政務調查會長（黨總裁為宮澤喜一）
- 1992年12月：就任宮澤改造內閣通商產業大臣
- 1993年7月：就任自由民主黨幹事長（黨總裁為河野洋平）
- 1995年8月：就任村山改造內閣建設大臣
- 1996年11月：就任自由民主黨總務會長（黨總裁為橋本龍太郎）
- 1998年7月：就任自由民主黨幹事長（黨總裁為小淵惠三）
- 1998年12月－2006年10月19日：任清和政策研究會會長

### 第85・86代内閣總理大臣

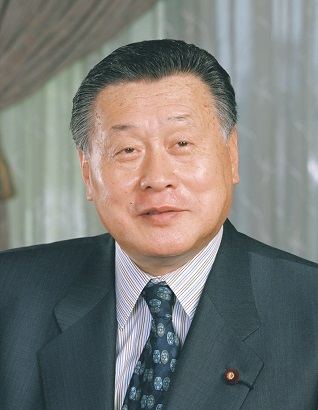
總理大臣期間

- 2000年4月：代替小淵出任自民黨總裁，並就任第85代内閣總理大臣（首相），成为自1978年福田赳夫卸任后首位清和会出身的自民党籍首相。
- 2000年5月，森喜朗發表神國發言，引發批評。
- 2000年6月3日，森喜朗在奈良市發表競選演說，他在演說中斥責，日本共產黨不但不承認日本天皇是日本的國家象徵，而且反對美日安保條約，「如何能保衛日本的安全和日本的國體呢？」日本共產黨回批，森喜朗脫口而出的用詞，如果出自一個像他那種年齡的個人之口尚可接受，但出自內閣總理大臣之口就決不能接受。森喜朗後來自我辯解說，這只不過是“一時失言”。
- 2000年6月：自民黨在眾議院選舉取得勝利
- 2000年7月：就任第86代內閣總理大臣
- 2000年11月：KSD事件醜聞造成沉重打擊
- 2001年4月：不連任自民黨總裁，辭任內閣總理大臣
- 2001年4月：促成臺灣前總統李登輝訪日。據時任駐日代表羅福全回憶，當時李登輝能到日本，森首相的拍板定案最為關鍵。當時日本輿論六大報（讀賣、朝日、每日、日經、產經和東京新聞）皆一面倒支持李登輝訪日，然而時任外務大臣河野洋平和內閣官房長官福田康夫卻覺得時機不到。在羅福全與李登輝友人彭榮次、參議員椎名素夫、福田康夫的密會中，福田表示他不反對李登輝訪日，只是主張緩一緩。椎名眼見福田如此軟弱，便語帶威脅說他可是能對外爆料，讓大家看清福田的。最終說服福田改變立場。[1]:286-287

### 辭任内閣總理大臣後

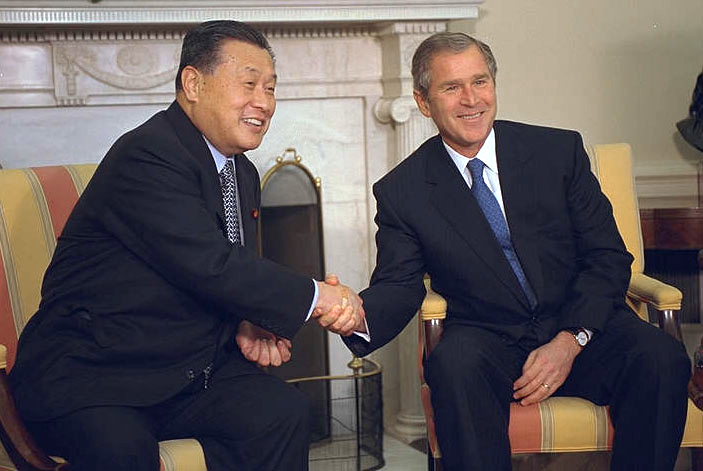
森喜朗（左）與小布希（右）

- 2003年12月，森喜朗訪問臺灣，獲中華民國總統陳水扁接見。
- 2004年10月：就任自由民主黨新憲法起草委員會委員長
- 2006年10月26日：就任清和政策研究會名譽會長
- 2006年11月，森喜朗再度訪問臺灣，獲總統陳水扁及前行政院院長謝長廷接見，並得到陳水扁頒授「特種大綬景星勳章」[3]。
- 2014年1月24日：就任第32届奥林匹克运动会组织委员会（東京奧組委）會長
- 2020年8月9日，森喜朗率日本國會跨黨派議員訪問臺灣，弔唁臺灣前總統李登輝。
- 2020年9月18日，森喜朗相隔一個多月奉日本首相安倍晉三之命二度訪問臺灣，參加李登輝的追思告別禮拜。

## 荣誉

### 日本勋章奖章
- 桐花大绶章（2017年4月29日）

### 外国勋章奖章
- 莲花装勋章（印度，2004年公布[4])
- 特种大绶景星勋章（中华民国，2006年11月22日批准[5]，同日于台北总统府颁发[6]）
- 荣誉军团大军官勋章（法国，2010年5月18日于东京颁发[7]）
- 修交勋章光化大章（韩国，2010年12月30日于首尔青瓦台颁发）

## 相關事件
- 2000年7月，日本舉行G8峰會。和前幾位英文優異的日本首相宮澤喜一、中曾根康弘甚至小淵惠三等人相比，森喜朗的英文稍顯苦手。這些消息從外務省傳出，很快就流傳在新聞圈內。事後《週刊文春》登出一則笑話，說森喜朗和美國總統柯林頓會面時把「How are you」（你好嗎）講成「Who are you」（你是誰），以為森喜朗在開玩笑的柯林頓笑回「I am Hillary's husband」（我是希拉蕊的老公），森喜朗卻回答「me too」（我也是）。這則「新聞」在日本媒體流傳了很長一段時間，森喜朗否認此事，他說自己對英文很得意、不可能有這種事，但外界並不相信。直到2004年每日新聞社記者高畑昭男才承認這是他的「森笑話」創作，他解釋，他當初寫這個笑話只是覺得森喜朗居然沒在高峰會上出糗，讓媒體覺得失望，所以隨手寫了一個笑話，本來就純粹是個笑話，卻沒想到會流傳到《週刊文春》上以訛傳訛。[2]
- 2014年2月9日，森喜朗出席索契冬奧記者會，講日語而非英語。一名記者請森喜朗回答原因，森喜朗回應，以前打棒球時，裁判對於好球、壞球，都是用日語說「好」、「壞」，而非像現時用英語音譯；他那個年代的日本人很少懂得外語，第二次世界大戰時他就讀小學二年級，當時英語在日本被視為「敵國語言」（敵性語）；此外，若以英語說錯話，便會出現問題了。森喜朗還反問記者：「你來到日本，能說日語嗎？」[8][9]
- 2014年2月19日，日本花式滑冰運動員淺田真央在索契冬奧花式滑冰女子個人花式短曲項目失誤摔倒，排名落到第16名。同月20日，森喜朗說，淺田真央在比賽中「徹底失手」，「這孩子在關鍵時刻必定會跌倒」；又批評索契冬奧花式滑冰團體賽的日本隊選手水準不足，例如擁有日本血統、原居美國的選手克里斯·里德及凯茜·里德沒有代表美國隊參加冬奧的實力，卻因日本隊缺人而能夠出賽；日本隊原本期望淺田真央出賽可挽回劣勢、爭取團體賽銅牌，但他認為明知奪獎無望，「沒必要派出淺田去丟臉」。美國職棒大聯盟投手達比修有在推特發文：「森喜朗根本不懂運動的真諦。」《日刊體育》質疑森喜朗是否適任東奧組委會會長，「東京奧運有這種人，真的沒問題嗎？」[10]
- 2021年2月3日，日本奥林匹克委员会临时评议员会议上，有人提出日本奥林匹克委员会的女性理事仅为约20%，應增加女性理事的名額至40%，森喜朗表示：“有众多女性加入的理事会很费时间”、“女性竞争意识很强，只要有一个人举手说话，她们就会认为自己也必须发言，结果是大家都发言”。森喜朗此番言論引發外界批評是性別歧視。2月4日，森喜朗為自己的言論道歉[11]。2月5日，日本奥委会会长山下泰裕表示，森喜朗的言論是“违反奥运会和残奥会精神的不当发言”[12]。2月8日，东京奥运会和残奥会组委会表示，自森喜朗發表歧视女性言論後的5天期间，约390名奥运志愿者退出[13]。2月12日，森喜朗辭去东京奥组委、东京残奥组委会长職務[14][15]。

## 外部連結
| 政府职务                                 | 政府职务                                  | 政府职务                        |
| ---------------------------------------- | ----------------------------------------- | ------------------------------- |
| 前任： 小渊惠三                          | 日本内阁总理大臣 2000年－2001年           | 繼任： 小泉纯一郎               |
| 前任： 野坂浩贤                          | 建设大臣 1995年－1996年                   | 繼任： 中尾榮一                 |
| 前任： 渡部恒三                          | 日本通商产业大臣 1992年－1993年           | 繼任： 熊谷弘                   |
| 前任： 濑戶山三男                        | 日本文部大臣 1983年－1984年               | 繼任： 松永光                   |
| 政党职务                                 |                                           |                                 |
| 前任： 小渊惠三                          | 日本自由民主党总裁 2000年－2001年         | 繼任： 小泉纯一郎               |
| 前任： 小泉纯一郎                        | 清和政策研究会会长 2001年－2006年         | 繼任： 町村信孝                 |
| 前任： 三塚博                            | 清和政策研究会会长 1998年－2000年         | 繼任： 小泉纯一郎               |
| 前任： 加藤纮一                          | 日本自由民主党干事长 1998年－2000年       | 繼任： 野中广务                 |
| 前任： 塩川正十郎                        | 日本自由民主党总务会长 1996年－1998年     | 繼任： 深谷隆司                 |
| 前任： 梶山静六                          | 日本自由民主党干事长 1993年－1995年       | 繼任： 三塚博                   |
| 前任： 加藤六月                          | 日本自由民主党政务调查会长 1991年－1992年 | 繼任： 三塚博                   |
| 非組織職務                               |                                           |                                 |
| 前任： 金振兟 平昌冬奧                   | 奧林匹克運動會組織委員會會長              | 繼任： 蔡奇 2022年冬奧          |
| 前任： 卡洛斯·亚瑟·努兹曼 里約熱內盧奧運 | 夏季奧林匹克運動會組織委員會會長          | 繼任： 托尼·埃斯唐盖 2024年奧運 |
| 前任： 齋藤英四郎 長野冬奧               | 日本的奧林匹克運動會組織委員會會長        | 最近一屆                        |
| 前任： 安川第五郎 1964年東京奧運         | 東京奧林匹克運動會組織委員會會長          | 最近一屆                        |